# Conversión al Islam
La conversión al islam es aceptar el islam como religión o fe y rechazar cualquier otra religión o irreligión.

## Requisitos
Convertirse al islam requiere declarar la shahādah, la profesión de fe musulmana ("no hay más dios que Alá; Mahoma es el mensajero de Alá, árabe clásico:     أَشْهَدُ أَن لا إِلٰهَ إلَّا الله و أَشْهَدُ أَنَ مُحَمَّدًا رَسُول الله)En la religión islámica, se cree que todo el mundo es musulmán al nacer.
En el Islam, la circuncisión (khitan) se considera una costumbre sunnah que no se menciona en el Corán pero sí en los hadices.  La mayoría de opiniones clericales sostiene que la circuncisión no es necesaria al entrar en la fe musulmana.

## Terminología
Converso al Islam puede hacer referencia a «conversos», «reconvertidos» o «nuevos mulsumanes». Mucha gente que se convierte al Islam prefiere referirse a sí misma como «reconvertida», por el hadiz que dice todo el mundo es musulman de nacimiento pero que algunos abandonan esta condición a causa del entorno en el que se les educa. La creencia de que todas las personas son mulsumanes de forma innata se conoce como «fitra».

## Actividades misioneras islámicas
Dawah (en árabe: دعوة‎, lit. 'invitación', pronunciación en árabe: /ˈdæʕwæh/) es el acto de invitar o llamar a la gente a abrazar el islam. En la teología islámica, el propósito de la da'wah es invitar a la gente, musulmanes y no musulmanes, a comprender el culto a Dios expresado en el Corán y en la sunnah' de Mahoma e informarles sobre Mahoma. 
La Da'wah como "Llamada hacia Dios" es el medio por el que Mahoma comenzó a difundir el mensaje del Corán a la humanidad. Después de Mahoma, sus seguidores y la Ummah (Comunidad musulmana) asumieron la responsabilidad de ello. Transmiten el mensaje del Corán proporcionando información sobre por qué y cómo el Corán predica el monoteísmo.
Mahoma veía el islam como la verdadera religión y misión de todos los profetas anteriores.  Creía que el llamamiento de todos ellos se había limitado a su propio pueblo, pero que el suyo era universal. Su misión como último profeta era repetir a todo el mundo este llamamiento e invitación (Dawah) al islam.  Mahoma escribió a varios gobernantes no musulmanes, invitándoles a convertirse.

## Tasa de conversión
Contar el número de conversos a una religión es difícil, porque algunos censos nacionales preguntan a la gente por su religión, pero no preguntan si se han convertido a su fe actual, y, en algunos países, las consecuencias legales y sociales dificultan la conversión, como la condena a muerte por abandonar el islam en algunos países musulmanes. Los registros estadísticos de conversión al Islam son escasos.
Según un estudio publicado en 2011 por Pew Research, la poca información disponible sugiere que la conversión religiosa no tiene un impacto neto en la población musulmana mundial, ya que el número de personas que se convierten al Islam es aproximadamente similar al de las que abandonan el Islam. Según otro estudio publicado en 2015 por el centro de investigación Pew, se espera que el islam experimente un modesto aumento de 3,22 millones de adeptos a través de la conversión religiosa entre 2010 y 2050, aunque este modesto impacto hará que el islam, en comparación con otras religiones, sea la segunda religión en términos de ganancias netas a través de conversión religiosa después de sin afiliación religiosa, que se espera que tenga la mayor ganancia neta a través de la conversión religiosa. 
Según The New York Times, se estima que el 25% de los musulmanes estadounidenses son conversos.
En Gran Bretaña, unas 6.000 personas se convierten al islam al año y, según un artículo de junio de 2000 de la Encuesta Mensual de los Musulmanes Británicos, la mayoría de los nuevos musulmanes conversos en Gran Bretaña eran mujeres. Según The Huffington Post, "aunque es difícil calcular las cifras exactas, los observadores calculan que hasta 20.000 estadounidenses se convierten al Islam cada año. "
Según Pew Research, el número de conversos estadounidenses al islam es aproximadamente igual al número de musulmanes estadounidenses que abandonan la religión, a diferencia de otras religiones, en las que el número de los que abandonan es mayor que el número de conversos.  El 77% de los nuevos conversos al islam proceden del cristianismo, mientras que el 19% eran de no religión. 
Según Guinness, entre 1990 y 2000 se convirtieron al islam aproximadamente 12,5 millones de personas más que al cristianismo.
A pesar de ello, el islam sigue siendo, a nivel mundial, la segunda religión con mayor número de conversos netos a la religión, ya que entre 2015 y 2020 se convertirán al islam unas 420.000 personas más de las que lo abandonarán.  Esta cifra se ve superada por el número de personas (7.570.000) que pasan de ser "religiosas" a "no afiliadas".
En 2010, el Foro Pew concluyó que "los datos estadísticos sobre conversiones musulmanas son escasos y, según la poca información de que disponen, no hay una ganancia o pérdida neta sustancial de musulmanes debido a la conversión religiosa". También afirmó que "el número de personas que abrazan el islam y el número de los que lo abandonan son aproximadamente iguales". Por lo tanto, este informe excluye la conversión religiosa como factor directo de la proyección del crecimiento de la población musulmana"  Es probable que el hecho de que las personas cambien de religión no tenga ningún efecto en el crecimiento de la población musulmana, ya que el número de personas que se convierten al islam es aproximadamente similar al de aquellas que abandonan el islam.   Otro estudio concluyó que el número de personas que abandonarán el islam es de 9.400.000 y el número de conversos al islam es de 12.620.000, por lo que la ganancia neta al islam a través de conversión debería ser de 3 millones entre 2010 y 2050, la mayoría procedentes del África subsahariana (2,9 millones).
Según una encuesta del Pew Research Center de 2017, entre 2010 y 2015 "se estima que nacieron 213 millones de bebés de madres musulmanas y murieron aproximadamente 61 millones de musulmanes, lo que significa que el aumento natural de la población musulmana -es decir, el número de nacimientos menos el número de muertes- fue de 152 millones durante este periodo", y añadió pequeños aumentos netos a través de la conversión religiosa al islam (420.000). Según una encuesta de 2017 del Pew Research Center, en 2060 los musulmanes seguirán siendo la segunda religión más grande del mundo; y si se mantienen las tendencias actuales, el número de musulmanes alcanzará los 2,9 mil millones (o el 31,1%).
En 2013 se informó de que alrededor de 5000 británicos se convierten al islam cada año, siendo la mayoría mujeres. Según un censo anterior de 2001, las encuestas revelaron que se había producido un aumento de 60.000 conversiones al islam en el Reino Unido. Muchos conversos al islam afirmaron haber sufrido la hostilidad de sus familias.  Según un reportaje de la CNN, "el islam ha atraído a conversos de todas las clases sociales, sobre todo afroamericanos". Los estudios estiman unas 30.000 conversiones al islam anuales en Estados Unidos. Según The New York Times, se estima que el 25% de los musulmanes estadounidenses son conversos, estos conversos son en su mayoría afroamericanos. Según The Huffington Post, "los observadores estiman que hasta 20.000 estadounidenses se convierten al islam anualmente. ", la mayoría de ellos son mujeres y afroamericanos.  Los expertos afirman que las conversiones al Islam se han duplicado en los últimos 25 años en Francia; de los seis millones de musulmanes que hay en Francia, unos 100.000 son conversos.  Por otro lado, según Pew Research, el número de conversos estadounidenses al islam es aproximadamente igual al número de musulmanes estadounidenses que abandonan el islam y esto es a diferencia de otras religiones en Estados Unidos, donde el número de los que abandonan estas religiones es mayor que el número de los que se convierten a ella, y la mayoría de las personas que abandonan el islam no se afilian, según el mismo estudio los exmusulmanes tenían más probabilidades de ser cristianos en comparación con los exhindúes o los exjudíos. Según las previsiones religiosas para 2050 del Pew Research Center, entre 2010 y 2050 se esperan modestas ganancias netas a través de la conversión religiosa para los musulmanes (3 millones) y la mayoría de las ganancias netas por conversión religiosa para los musulmanes se encuentran en el África subsahariana (2,9 millones).